# Panoramafotografie

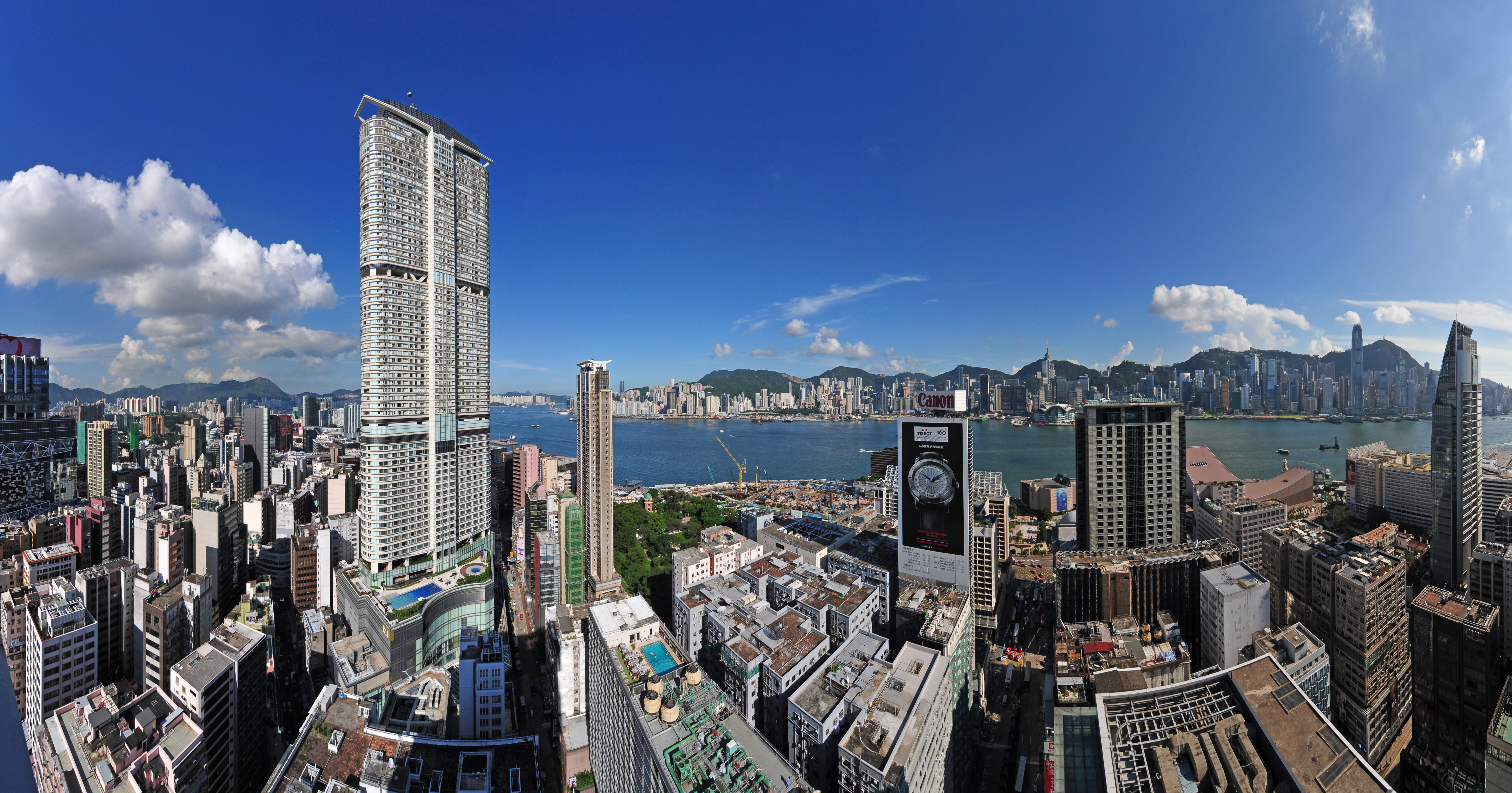
270° Hongkong

Panoramafotografie is het maken van foto's die veel in de breedte laten zien, of foto's die een volledig beeld in de rondte (360°) laten zien.
Het woord 'panorama' kan 'een weids gezicht' betekenen. Een panoramafoto kan dus een weids beeld laten zien. Om verwarring te voorkomen wordt een foto die het beeld volledig in de rondte laat zien ook wel een 360°-foto (360-gradenfoto) genoemd. Een foto die niet alleen rondom aan elkaar aansluit, maar een compleet beeld geeft (ook recht naar boven en recht naar beneden) wordt een surround-foto of 360x180-foto of een bolfoto genoemd. Een foto die enkel de hemel en de horizon laat zien noemt all-sky foto. All-sky fotografie is vooral in trek bij hemelwaarnemers die op zoek zijn naar haloverschijnselen, alsook bij amateur astronomen die zich toeleggen op het fotograferen van de melkweg, het poollicht, en het ionosfeerlicht (airglow). Dit soort foto's worden genomen met behulp van een Fisheye-objectief, ofwel met een naar het nadir gericht fototoestel waaronder zich een bolspiegel bevindt.
Een "normale" panoramafoto heeft een cilinderperspectief. Hierdoor lijken rechte lijnen die niet recht naar de waarnemer lopen op een vreemde manier gebogen. Het is mogelijk om uitgaand van dit materiaal een 'normale' foto in een bepaalde richting te berekenen. Met gebruik van software die dit op een interactieve manier doet, spreken we dan van een interactieve panoramafoto. De eindgebruiker heeft veelal de mogelijkheid om vrij om zich heen te kijken in de desbetreffende foto.
Een aparte vorm is de 'route-panorama' of 'verticale panorama' of 'orthografisch panorama' of 'vlak panorama' of 'linear strip photography' (een algemene, duidelijke naam bestaat er niet voor). Die geeft weer wat er langs de route te zien is. Een route-panorama heeft in de breedte geen perspectief. Het kan bijvoorbeeld de huizen langs een straat weergeven. Op elk punt van de foto lijkt het alsof er recht tegenaan gekeken wordt.
Om panoramafoto's te maken kan een speciale lens gebruikt worden, zoals het groothoekobjectief, of het fisheye-objectief. Er zijn speciale panoramacamera's waar de film in een boog van bijna 180° ligt en waar de lens in een roterende beweging een spleet belicht. Bij een nog extremer geval wordt de film met een constante snelheid bewogen terwijl de camera zelf roteert. Hiermee kunnen panorama's van 360° of meer gemaakt worden. Door de camera niet te roteren maar lineair te verplaatsen ontstaat bovengenoemd route-panorama. Ook de speciale camera's die voor luchtverkenning vanuit bijvoorbeeld F-16's gebruikt worden werken op deze manier.
Grote delen van Nederland zijn gefotografeerd met een fisheye-objectiefcamera, die is gemonteerd op een auto die vanaf de openbare weg om de tien meter een panoramafoto maakt. Deze informatie wordt bijvoorbeeld gebruikt voor rampenbestrijding en het taxeren van gebouwen. Panoramafoto's spelen een steeds grotere rol in geografische informatiesystemen.

## Computerprogramma's
Door met een digitale camera meer foto's vanuit hetzelfde standpunt te maken, maar in een andere richting, is met behulp van een computerprogramma één brede panoramafoto samen te stellen. Daarvoor bestaan diverse programma's, die met de Engelse termen als 'panorama' of 'stitching' worden aangeduid. Het programma gaat op zoek naar overeenkomsten in de aangrenzende foto's en vervormt die enigszins, zodat ze op elkaar passen. Deze vervorming is nodig omdat elke afzonderlijke foto op een plat vlak wordt geprojecteerd terwijl met behulp van deze programma's de panoramafoto op een cilindervormig vlak wordt gemonteerd. De panoramafoto op deze cilinder wordt vervolgens uitgeklapt, met de typerende brede foto als eindresultaat.
De meeste programma's hebben opties om in te stellen of het om een brede foto (<100°) of een 360°-foto gaat (het perspectief toont in beide gevallen anders).
De hoogte-breedteverhouding van een panoramafoto is meestal extreem: de foto oogt vaak overdreven breed. Door middel van een groothoeklens (of door uit te zoomen) of door de camera op zijn kant te houden tijdens het maken van de reeks van foto's wordt de hoogte-breedteverhouding gunstiger: er komt meer hoogte in beeld.

## Apolloprogramma
Gedurende het Apolloprogramma werden op het maanoppervlak een niet gering aantal foto's genomen met behulp van Hasselblad camera's. Veel van deze foto's werden, na het afdrukken ervan op papier, op manuele wijze tot panorama's (PAN's) geassembleerd. De panorama's van Apollo 15 en Apollo 17 tonen de berglandschappen in de buurt van respectievelijk Rima Hadley en de Taurus-Littrow vallei.

## Aardschaduw en schemeringsstralen
Kort voor zonsopkomst en kort na zonsondergang worden wel eens panorama's genomen waarop de aardschaduw en andere schemeringsverschijnselen te zien zijn. Deze panorama's tonen op overtuigende wijze het bestaan van schemeringsstralen en tegenschemeringsstralen. Deze stralen, verwant aan wolkenstralen, kunnen gevolgd worden vanaf de locatie van de opkomende of ondergaande zon tot aan het tegenpunt ervan, op 180° van de zon.